# Gilles (powieść)
Gilles – częściowo autobiograficzna powieść napisana przez francuskiego pisarza Pierre’a Drieu la Rochelle, której akcja dzieje się podczas I wojny światowej i w okresie międzywojennym.
Opowiada historię Gillesa Gambiera, Francuza zdegustowanego współczesnym mu światem. Gilles po powrocie z wojny żeni się z bogatą Żydówką ze względu na jej majątek, angażuje się w ruch surrealistyczny, rozwija ideę połączenia chrześcijaństwa i faszyzmu, a następnie bierze udział w hiszpańskiej wojnie domowej po stronie nacjonalistów.
Drieu la Rochelle uważał tę powieść za swoją najlepszą książkę.